# Gérard Sibeud
Gérard Sibeud, né le 1er mars 1930 à Saint-Laurent-en-Royans (Drôme) et mort le 7 décembre 2016 à Saint-Marcellin (Isère), est un homme politique français.

## Détail des fonctions et des mandats
Mandats locaux
- 1958 - 1977 Maire de Saint-Laurent-en-Royans
- 1955 - 1998 : Conseiller général du canton de Saint-Jean-en-Royans

Mandat parlementaire
- 30 juin 1968 - 1er avril 1973 : Député de la 3e circonscription de la Drôme